# Varan ostnoocasý
Varan ostnoocasý (Varanus acanthurus) je australský druh ještěra z podrodu trpasličích varanů. Své pojmenování získal po ostnatě šupinaté špičce ocasu.

## Popis
Varan ostnoocasý může dorůst až do celkové délky 70 cm. Délka těla (od čumáku po kořen ocasu) je při tom maximálně 25 cm. Jeho ocas je 1,3–2,3krát tak dlouhý jako hlava a tělo dohromady. Svrchní část těla je sytě hnědá se žlutavými až krémovými skvrnami, které často obklopují několik tmavých šupin. Ocas je v průřezu kulatý a má velmi ostnité šupiny. Okolo středu těla má tento varan asi 70–115 šupin. Od podobných druhů, jako je varan běloskvrnný (Varanus baritji) či Varanus primordius, se liší světlými podélnými pruhy na krku.

## Biologie
Živí se hlavně hmyzem, převážně kobylkami, brouky a šváby. Chytá i další bezobratlé (pavouky, plže). Loví také menší ještěrky jako jsou scinkové, gekoni, nebo agamy. Většinou nevyhledává kořist aktivně, spíš na ní nehybně čeká a pak ji uchvátí krátkým výpadem. Občas použije i svůj ocas, který strčí do štěrbiny a snaží se odtamtud potenciální oběť dostat ven.
Druh je vejcorodý, samice jich klade 2 až 18, průměrně pak okolo 8 (data ze zajetí), obvykle do podzemní nory. Jedno vejce váží asi 4,5 gramu. Inkubace trvá 3 až 5 měsíců. Čerstvě vyklubaná mláďata měří přibližně 15 cm.

## Rozšíření
Tento na sucho adaptovaný varan obývá suché skalnaté oblasti Západní Austrálie, Severního teritoria, severozápadní části Queenslandu a přilehlé ostrovy.